# (6921) Janejacobs
(6921) Janejacobs – planetoida z pasa głównego asteroid okrążająca Słońce w ciągu 3 lat i 161 dni w średniej odległości 2,28 j.a. Została odkryta 14 maja 1993 roku w Kushiro przez Seiji Uedę i Hiroshi Kanedę. Nazwa planetoidy pochodzi od Jane Jacobs (ur. 1916 – zm. 2006), amerykańskiej pisarki. Przed nadaniem nazwy planetoida nosiła oznaczenie tymczasowe (6921) 1993 JJ.